# Johann Eustach von Westernach

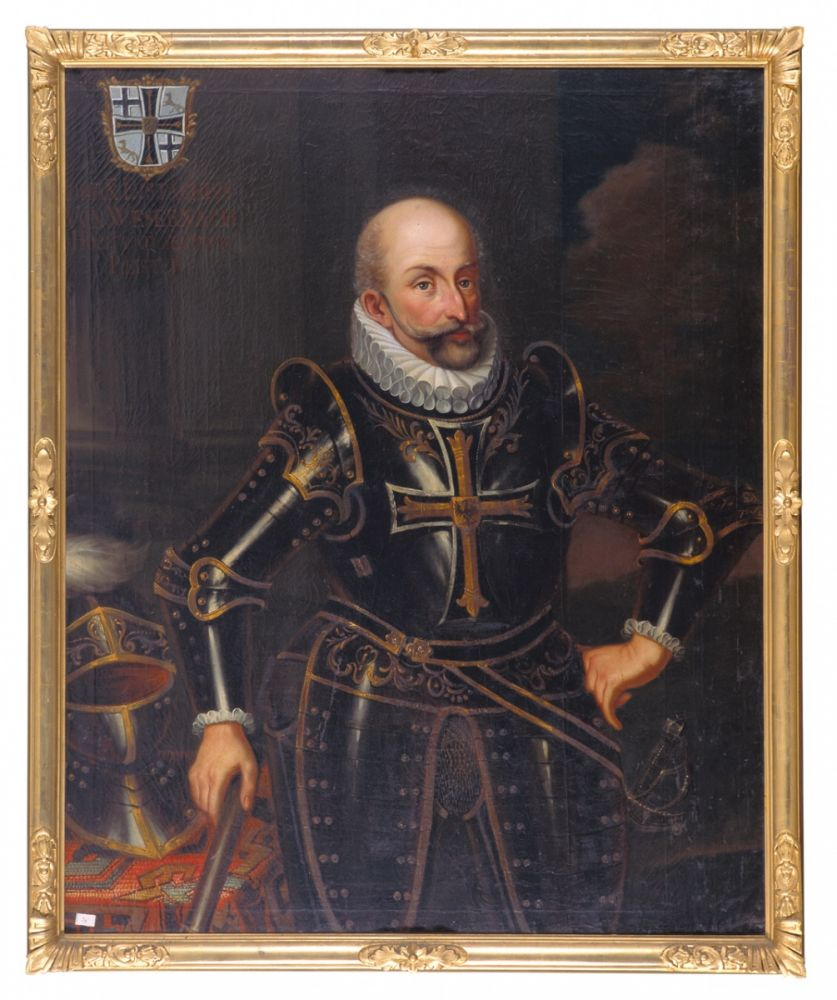
Johann Eustach von Westernach

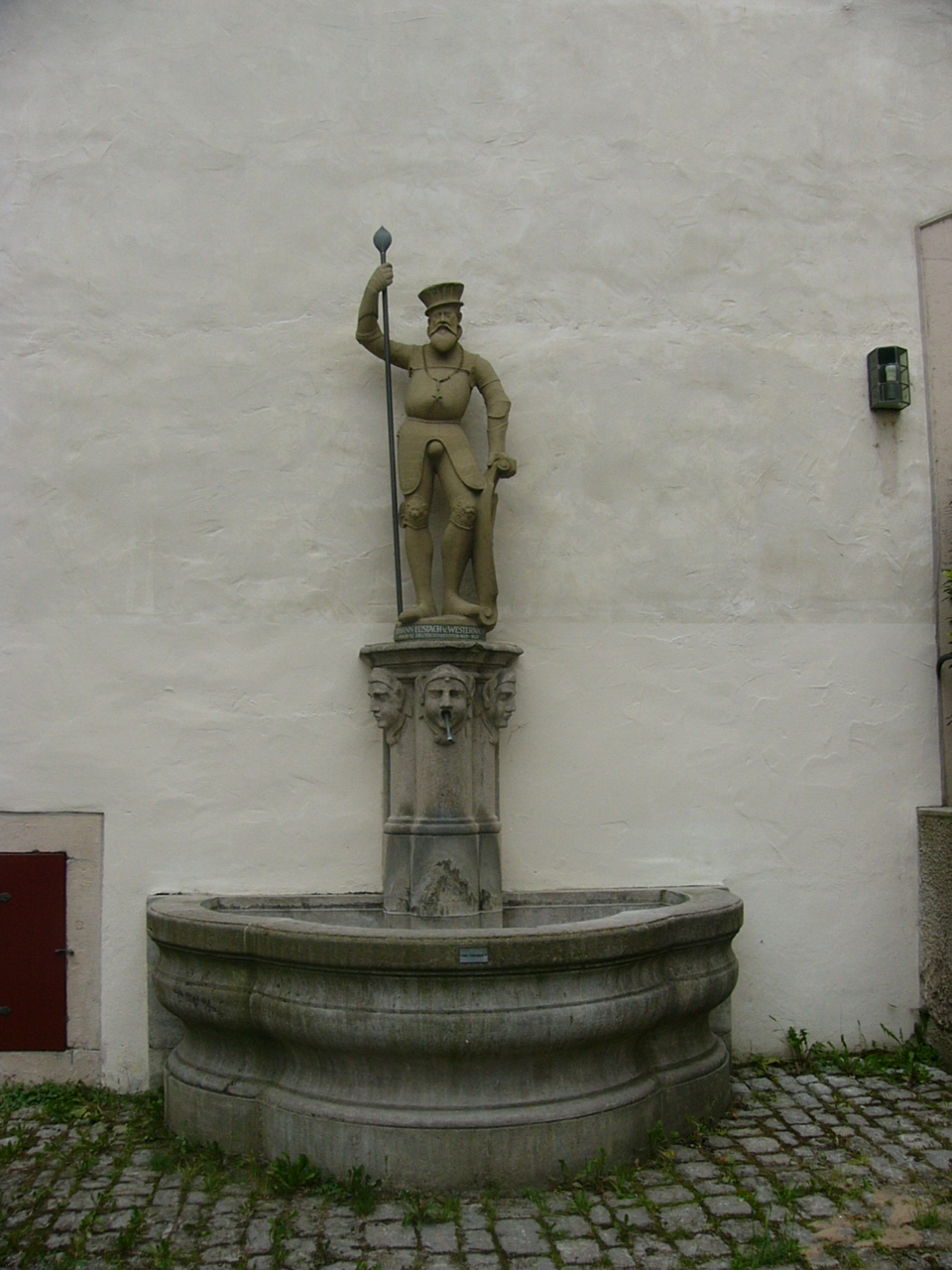
Der Hochmeister als Brunnenfigur im Deutschordenschloss Mergentheim

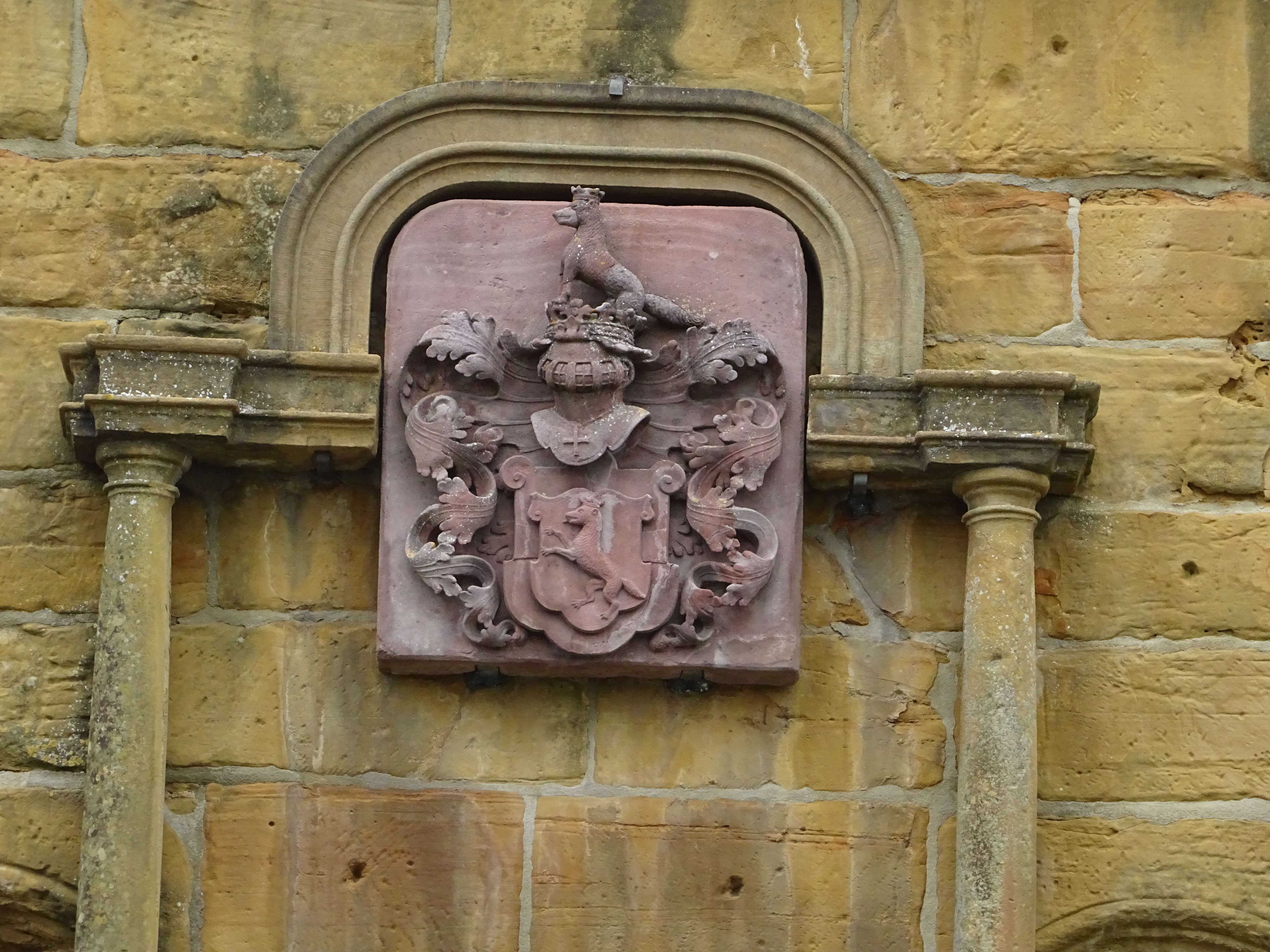
Wappen des Johann Eustach von Westernach an der Bastei der Kapfenburg (Lauchheim, Ostalbkreis). Das Wappen wurde 1905 als Ersatz für das Wappen des Deutschen Ordens hier angebracht. Es stammt aus Lindstetten (Einer Wüstung bei Westhausen (Ostalbkreis)). Diese gehörte dem Deutschen Orden.

Johann Eustach von Westernach (* 16. Dezember 1545 wohl in Neuendettelsau; † 25. Oktober 1627) war der 44. Hochmeister des Deutschen Ordens von 1625 bis 1627.

## Herkunft

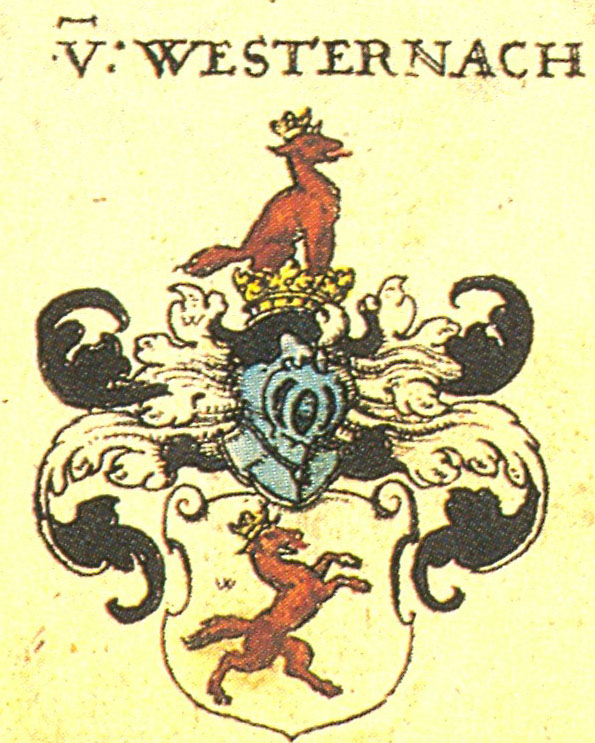
Wappen der Familie von Westernach nach Siebmachers Wappenbuch

Die Familie von Westernach ist ein schwäbisches Adelsgeschlecht benannt nach Westernach, heute Teil der Stadt Mindelheim im Landkreis Unterallgäu.

## Leben
1566 trat Johann Eustach von Westernach in den Orden ein. 1567 wurde er Küchenmeister der Kommende in Ellingen, 1571 Trappier (der für die Bekleidungsversorgung Verantwortliche) der Kammerkommende in Frankfurt am Main und 1580 Hauskomtur in Ellingen. Ab 1585 war er Landkomtur der Deutschordensballei Franken (siehe auch Kapfenburg).
Bereits 1613 trat er auf dem Reichstag zu Regensburg in Vertretung für den Hochmeister Maximilian III. auf, bei dem er stellvertretend den Lehnsbrief des Kaisers Mathias für Preußen erhielt.
Nach dem Tod Maximilians 1618 wurde er dem Hochmeister Karl von Österreich als Koadjutor zur Seite gestellt und folgte ihm schließlich mit der Wahl am 19. März 1625 im Amt des Hochmeisters nach. Am 12. Mai 1625 wurde ihm durch Kaiser Ferdinand die urkundliche Zusage gegeben, dass dem Deutschen Orden Preußen wieder eingeräumt werden sollte.
Er starb 1627 und wurde in der Schlosskirche in Bad Mergentheim begraben.